# Tonga Birodalom
A Tonga Birodalom az óceániai térség egyik meghatározó birodalma volt.
A birodalom uralkodóját tu'i tongának nevezték, aki a Tongatapu szigetén lévő Mu'a nevű fővárosban uralkodott. A birodalom fénykorában Niue-től Tikopiaig (Santa Cruz sziget) terjeszkedett, de befolyási övezete ennél is nagyobb volt.
A birodalom 950 környékén alakult, a szamoai Tu'i Manu'a és a fiji Tu'i Pulotu birodalmak hanyatlását követően. Kortársa volt viszont a Mikronéziai Birodalomnak, amelynek Yap volt a központja. A birodalom 1865-ig állt fenn, az első tu'i tongát Ahoe'itunak, az utolsót Laufilitongának hívták.

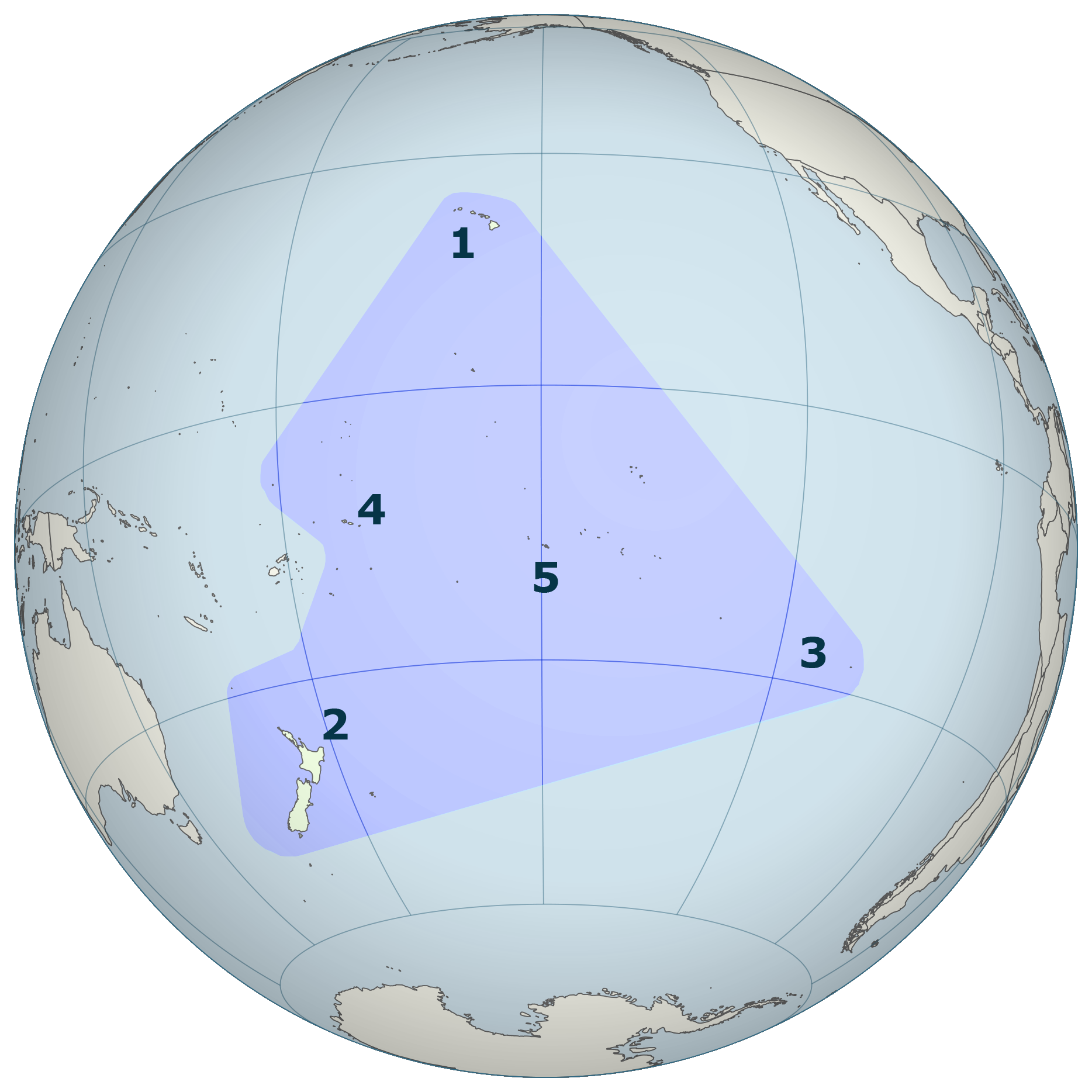
Polinézia térképe

## A kezdetek
Kezdetben Tonga Tu’i Pulotu erős befolyása alatt állt, Tu'i Manu’a Tonga jelentős részét birtokolta. Számos véres háború után Tonga függetlenné vált a külső hatalmaktól. Ezzel egy időben uralkodó dinasztia alakult Tu'i Tonga néven. Az első Tu'i Tonga Aho’eitu volt, akinek az anyja egy jelentős szamoai nemesi családból származott. Az apja, Tangaloa Eitumâtupu’a egy istenként tisztelt szamoai főpap. Emiatt az uralkodó családot mind vallási, mind világi oldalról elismerték. Párhuzamba lehet állítani a fáraók Egyiptomban betöltött szerepével. Aho’eitu fővárosa Toloa-n volt, de ezt a kilencedik Tu'i Tonga áthelyezte Heketa-ba.

## Terjeszkedés (1200-1500)
A 10. Tu’i Tonga, King Momo és fia, Tu’itâtui (11. Tu’i Tonga) alatt a birodalom a Fidzsi-szigetekre és Szamoa egy részére is kiterjedt.
A birodalom folytatta határai kiterjesztését Nyugat- és Közép-Polinéziára valamint Melanézia és Mikronézia egyes részeire. Legnagyobb kiterjedésekor az óceán 3 millió négyzetkilométere állt a birodalom fennhatósága alatt. Számos közvetlen irányítás alatt álló terület hűbért fizetett a birodalomnak. Tu’itâtui fiának korszakában a főváros Mu'a városba költözött, amely a birodalom történetének legismertebb és legsikeresebb fővárosa lett.

### Birodalmi flotta

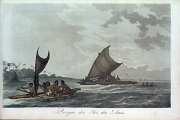
Tongai pirok, tengeri hajó

A birodalom sikereit nagyrészt a flottájának köszönheti. A legelterjedtebb járművek hosszútávú utazásra alkalmas kenuk voltak, amelyek négyzetes vitorlával rendelkeztek. A legnagyobb hajók akár 100 embert is szállíthattak. Említésre érdemes hajók voltak a Tongafuesia, ‘âkiheuho, a Lomipeau és a Taka’ipômana. A flottának köszönhetően nagy vagyonok áramlottak a királyi kincstárba a kereskedelemből és a begyűjtött adókból.

## A hármas rendszer

### A tu’i tonga hanyatlása és a két új dinasztia
A Tu'i Tonga hanyatlása a számos háború és a belső feszültségek nyomán kezdődött. Ezekre válaszul létrehoztak egy politikai tanácsadói posztot, a falefâ-t. Kezdetben a falefâ sikeresen tartotta kezében a dinasztia ügyeit, de a feszültségek további fokozódásának következtében egyra gyakoribbak voltak az uralkodók ellen elkövetett orgyilkosságok. Ezek közül a leginkább említésre méltóak: Havea I (19. Tu'i Tonga), Havea II (22. Tui'Tonga), és Takalau (23. Tu'i Tonga), akik a diktatórikus irányításukról voltak híresek. Takalau halála (1470 körül, más források szerint 1535 környékén) után a birodalom átalakult. Takalau fia és utóda, Kau'ulu'fonua megosztotta hatalmát féltestvérével, Mo'ungamotu'a-val. Kau'ulu'fonua megtartotta a Tu'i Tonga címet, de szerepét csak vallásira korlátozta, míg Mo'ungamotu'a a világi és katonai uralkodó lett (a Tu'i Ha'atakalau). Ez a rendszer 100 évig tartósnak bizonyult, de a történelem ismételte önmagát, a külső és belső nyomás következtében egy új dinasztia is színre lépett, a Tu’i Kanokupolu. A birodalmat egyre inkább központosították, miközben befolyásából jelentősen veszített. 1600 környékén a Malietoa család vezetésével Szamoa független lett.

### Tu’i Kanokupolu felemelkedése
A dinasztia Ngata-tól származik, aki a 6. Tu'i Ha'atakalau fia volt. Őt apja nevezte ki a posztra, és 1610-től szállt rá az uralkodói hatalom. Innentől kezdve az uralkodói posztra nem az öröklődés volt a jellemző, hanem a cím előző birtokosa jelölte ki, és az előkelők hagyták jóvá az utódot. Az uralkodói hivatal folyamatosan váltakozott a Tu'i Ha'atakalau és a Tu'i Kanokupolu család tagjai között, míg a 18. század végére az utóbbi végleg kiszorította a Tu'i Ha'atakalau dinasztiát. A Tu'i Kanakupolu család részben a szamoai politikusok befolyása alatt állt, mert az uralkodó anyja egy szamoai törzsfő lánya volt. Ennek eredménye egy nagyon töredezett, kaotikus rendszer lett.

## A polgárháború és az alkotmány 1875-ben

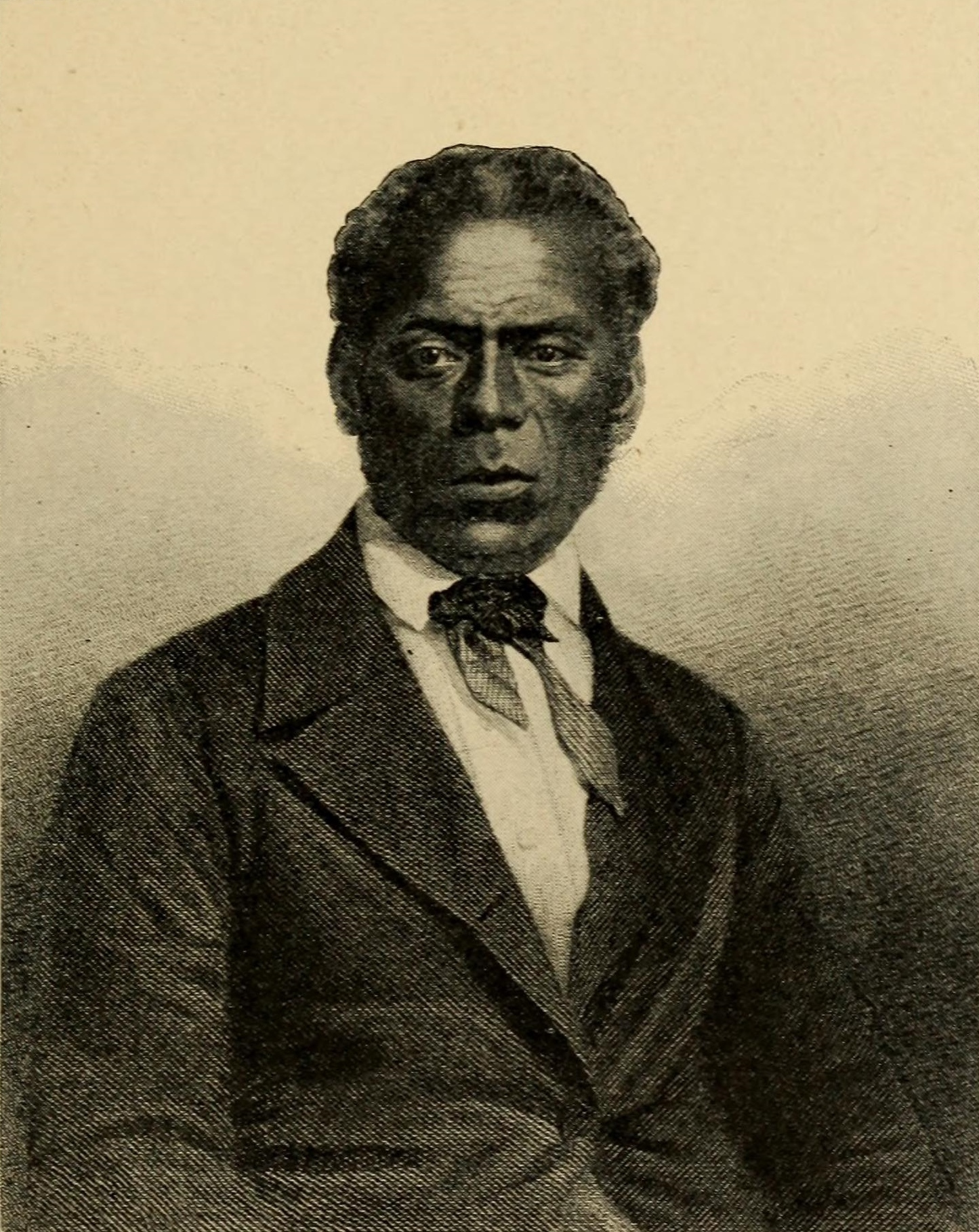
I. Tupou György

1799-ben meggyilkolták a Tu’i Kanokupolu-dinasztia 14. tagját, Tuku’aho-t, aminek a következménye ötven esztendeig tartó polgárháború lett. Ebből a helyzetből I. Tupou György, a dinasztia 19. uralkodója emelte ki az országot 1845-ben, mivel kodifikált törvényeivel elnyerte a köznép és a misszionáriusok támogatását. 1839-ben bevezette a Vava’u törvénykönyvet. A törvények ugyanis csökkentették a Tu'i Tonga vallásos befolyását és a Kanokupolu törzsfők nagy hatalmát. Sikerült egyesítenie a királyságot, és 1875-ben olyan alkotmányt adott az országnak, ami megszilárdította uralmát.

## Kapcsolat az európai utazókkal
Az első kapcsolat 1616-ban létesült az európaiakkal: a holland felfedező Willem Schouten és Jakob Le Maire érte el a szigeteket, majd 1643-ban Abel Tasman már kereskedett is velük. 1773-ban James Cook elsőként szállt partra, és később még kétszer visszatért (1774-ben és 1777-ben). Az első misszionáriusok 1800 körül érkeztek, akik közül az egyik legjelentősebb a metodista Walter Lawrey, aki 1822-ben érkezett Tongába.

## Kultúra
A birodalom fővárosát, Mu'a-t valószínűleg i. e. 500-ban alapították, de a pontos időpont ismeretlen. Keveset tudunk a tongai kultúráról, de az ismeretes, hogy kifinomult út- és csatornahálózattal rendelkeztek. Nagy méretű piramisokat és más kőből készült építményeket is alkottak. A későbbiekben az árvizek és a megemelkedett vízszint miatt a fővárost új helyre, Nuku'alofa-ba költöztették.
Az egyik leghíresebb tonga alkotás a Ha'amonga 'A Maui, amely Tu'itatui uralkodása alatt épült a 13. században. A királyokat és királynőket ún. Langi-ba temették, amelyek hatalmas, kőből épült dombok.